# هنری رویدز پاونال
هنری رویدز پاونال (انگلیسی: Henry Pownall; ۱۹ نوامبر ۱۸۸۷ – ۱۰ ژوئن ۱۹۶۱) فرد نظامی اهل بریتانیا بود. وی همچنین برندهٔ جوایزی همچون صلیب نظامی شده‌است.